# بروس بينيت (سياسي)
بروس بينيت (بالإنجليزية: Bruce Bennett)‏ هو محامي وسياسي أمريكي، ولد في 31 أكتوبر 1917 في الولايات المتحدة، وتوفي في 27 يونيو 1979 في إل دورادو في الولايات المتحدة بسبب سرطان. حزبياً، نشط في الحزب الديمقراطي.